# Halogénure d'allyle
Les halogénures d'allyle sont une sous-famille des hydrocarbures halogénés.
Ce sont des dérivés halogénés du propène, c'est-à-dire une des quatre molécules dérivées du propène dans laquelle un atome d'hydrogène du groupe méthyle a été substitué par un atome d'halogène: (fluor, chlore, brome ou iode).

## Exemple

Le chlorure d'allyle est le dérivé chloré du propène.